# Діліжан
Діліжа́н (вірм. Դիլիջան) — місто на північному сході Вірменії, друге за розміром місто у марзі (області) Тавуш.

## Географія
|  | Если в раю есть леса, горы и минеральные воды, то рай будет похож на Дилижан |

Ю. Кириллова

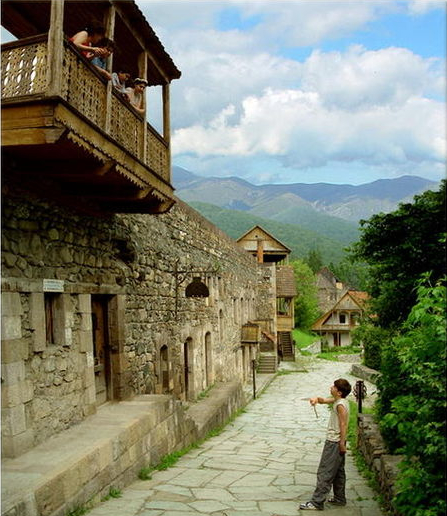
Одна з діліжанських вулиць

Діліжан розташований на північному сході Вірменського нагір'я, на північ від хребта Арегуні та на схід від хребта Гугарац.
Діліжан є місцем перетину доріг, що поєднують міста марзів Тавуша, Лорі та Гегаркуніка. Дорога через мальовничий Діліжанський перевал з'єднує місто з розташованим на півдні озером Севан, на північному сході розташований адміністративний центр марзу — місто Іджеван, а на заході — Ванадзор. Місто розташовано за 100 км на північний схід від Єревана.
З 1986 року залізниця приєднала місто до основної частини Вірменської залізниці (відрізок Діліжан — Раздан — Єреван становить 144 км). До цього місто було поєднано залізницею з Азербайджаном.

## Туризм
Діліжан є одним з найвідоміших туристичних центрів Вірменії. За декілька кілометрів від Діліжана у бік Іджевану знаходиться монастирський комплекс Агарцин. Також за 20 хвилин їзди від Діліжану, у селі Гоша знаходиться інший стародавній монастирський комплекс Гошаванк, названий на честь Мхітара Гоша. А за 15 км від міста, у Діліжанському заповіднику знаходиться мальовниче озеро Парз, що в перекладі з вірменської означає «озеро з чистою водою». У місті діє етнографічний музей Діліжану.

## Відомі уродженці
- Борггардт Олександр Іванович — український фітопатолог;
- Григорян Вартан Рубенович — доктор історичних наук.

## Цікавий факт
У Діліжані проживав герой фільму Георгія Данелії «Міміно» — Рубен Вартанович Хачикян (Рубік).